# Býkovice (Struhařov)
Býkovice je malá vesnice, část obce Struhařov v okrese Benešov. Nachází se 4 km na východ od Struhařova. V roce 2009 zde bylo evidováno 20 adres. Býkovice leží v katastrálním území Býkovice u Bořeňovic o rozloze 2,74 km². V katastrálním území Býkovice u Bořeňovic leží Svatý Jan.

## Historie
První písemná zmínka o vesnici pochází z roku 1358, kdy se uvádí Vykéř z Býkovíc, který se v roce 1364 přestěhoval na Třeběšice. První zmínka o býkovské tvrzí se datuje do roku 1405, v souvislostí s Janem Podnavesem z Těptína, který údajně držel Býkovíce už od roku 1396. V letech 1450–1485 kronika uvádí jméno Petr z Býkovic, jakožto majitele statku Hlohov. V roce 1592 přikoupil Vilém Chobotský z Ostředka ves k Chotýšanům a Bořeňovicím.
Na základě dostupných údajů se lze domnívat, že býkovská tvrz tehdy už zřejmě nestála. Ves byla rozdělena na dva díly, z nichž jeden patřil od 16. století k Chotýšanům a druhý od roku 1603 k Věžníkům a později k Třeběšicím. 
Podle místní tradice stávala tvrz buď přímo ve vsi u potoka nebo na pastvině za vsí vpravo od potůčku. Nedochovaly se po ní žádné stopy.

## Pamětihodnosti
- Kaplička sv. Jana Nepomuckého se zvonem z r. 1776

## Další fotografie

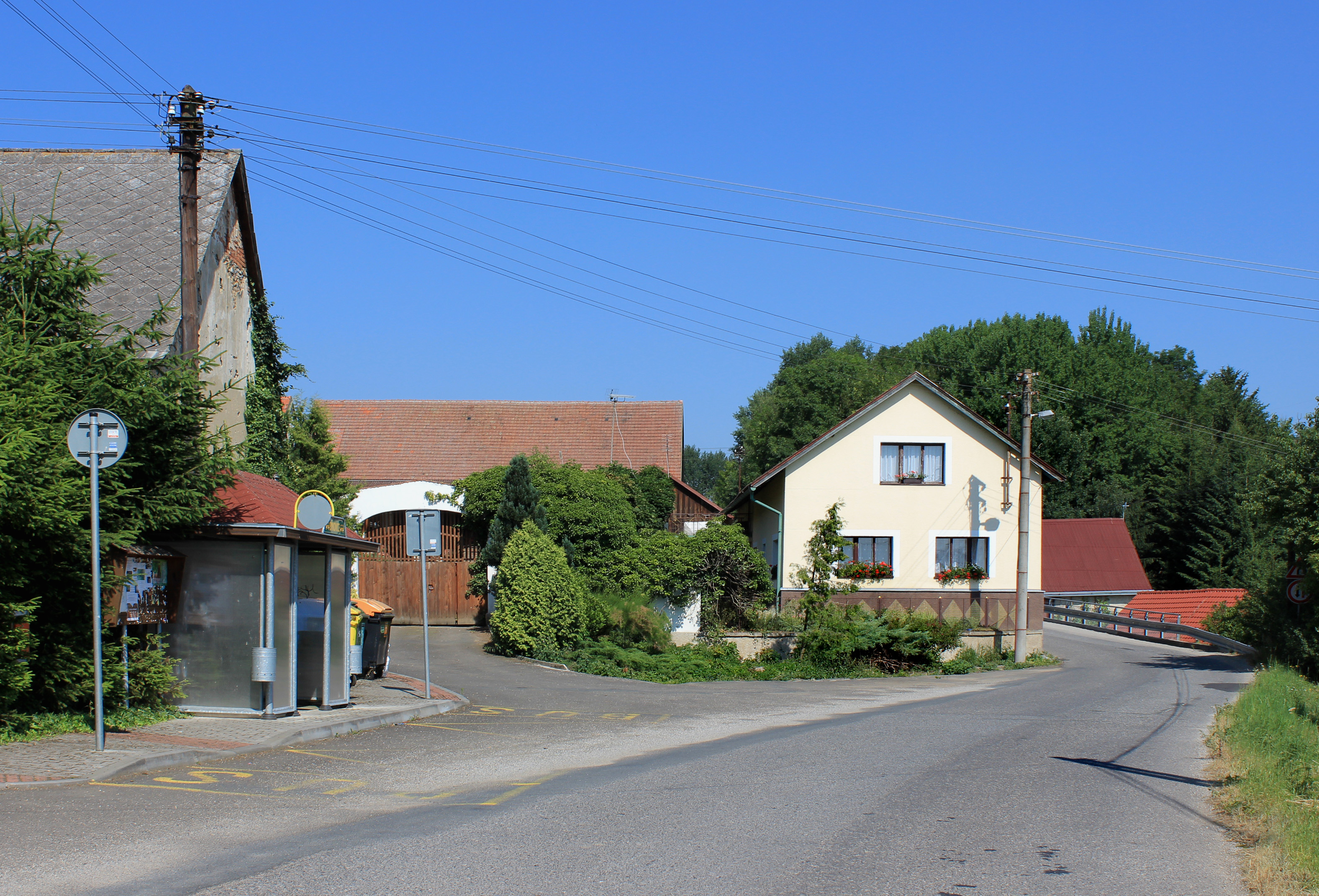
Náves
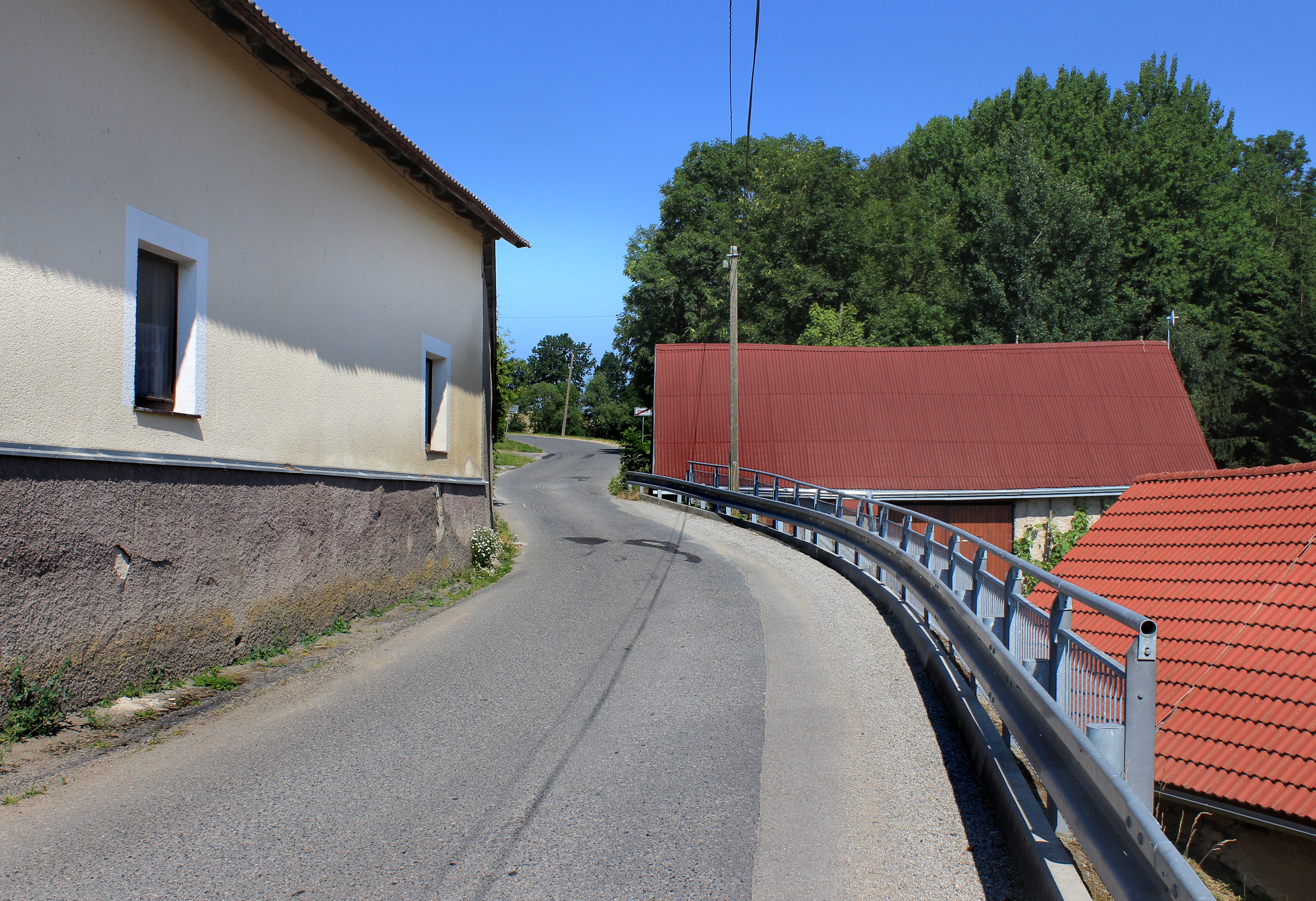
Hlavní silnice
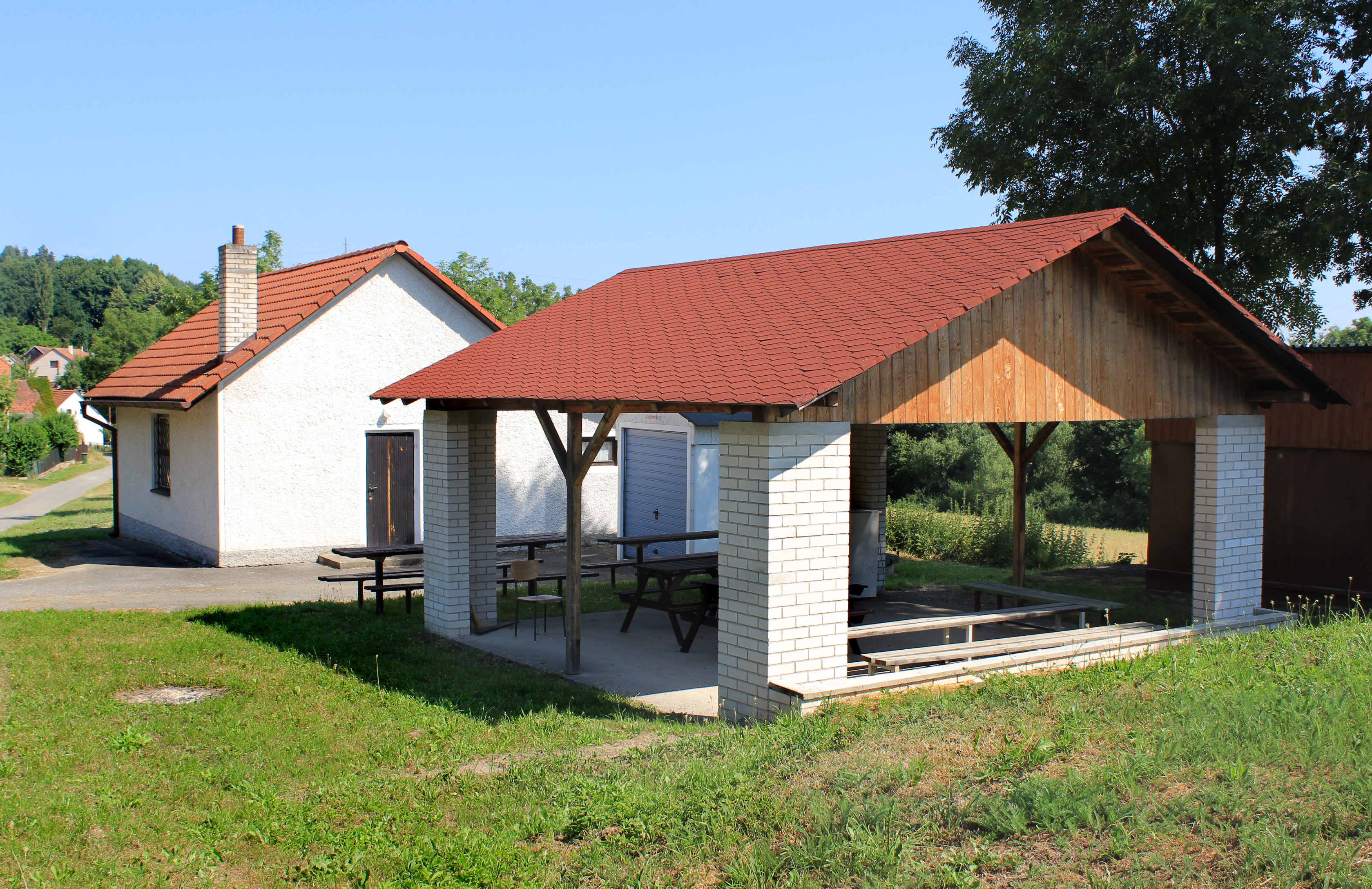
Odpočívka u hříště